# 100P/Хартли
Комета Хартли 1 (100P/Hartley) — короткопериодическая комета из семейства Юпитера, которая была обнаружена 13 июня 1985 года американским астрономом Malcolm Hartley (англ.) с помощью 1,2-метрового телескопа системы Шмидта. Он описал её как диффузный объект 16,0 m звёздной величины и с хвостом 1 ' минут дуги. Комета обладает довольно коротким периодом обращения вокруг Солнца — чуть более 6,3 года.

Орбита кометы Хартли 1 и её положение в Солнечной системе

## История наблюдений
18 июля британский астроном Брайан Марсден опубликовал первую эллиптическую орбиту кометы с датой перигелия 11 июня 1985 года, расстоянием 1,54 а. е. и периодом обращения 5,66 года. Японский астроном Сюити Накано предсказал следующее возвращение кометы в точку перигелия к 28 апреля 1991 года. Однако, поскольку комету наблюдали лишь до 14 августа, то в этих расчётах сохранялась некоторая неопределённость. Из-за этого в 1991 году комету могли бы и не найти, если бы 12 марта 1991 года её случайно не обнаружила команда американских астрономов, в составе Кэролин и Юджина Шумейкера, а также Дэвида Леви в Паломарской обсерватории с помощью 0,46-метрового телескопа Шмидта. Они описали её как диффузный объект 16,5 m звёздной величины с центральной конденсацией и хвостом длиной в 1 ' угловую минуту. Брайан Марсден отметил, что комета находилась на целых 16 ° градусов в стороне от местоположения, прогнозируемого для кометы Хартли 1, но двигалась при этом так, как ожидалось для этой кометы. Затем он вычислил орбиту, которая успешно связала позиции 1985 и 1991 годов, с учётом того, что в феврале 1988 года комета испытала тесное сближение с Юпитером до расстояния в 0,36 а. е. (54 млн км). Подобное сближение не могло не повлиять на орбиту кометы, чем и объясняется столь существенное отклонение от прогноза. Марсден определил дату перигелия кометы 17 мая 1991 года. Максимальная магнитуда кометы составила 14,0 m в 1991 году, 14,5 m во время возвращения 1997 года и 18,0 m во время возвращения 2003 года.
29 апреля 2164 года ожидается ещё одно тесное сближение кометы, на этот раз с Землёй, на расстояние в 0,487 а. е. (72,9 млн км).